# WUMAG Hamburg
Die Waggon & Maschinenbau G.m.b.H., Hamburg (WUMAG Hamburg) war ein deutsches Industrieunternehmen, dessen Wurzeln auf die Waggon- und Maschinenbau AG Görlitz (WUMAG) zurückgehen. Das Tochterunternehmen WUMAG Niederrhein besteht nach einer Aufspaltung als WUMAG texroll bis heute. Das zweite aus der Aufspaltung hervorgegangene Unternehmen (WUMAG elevant) besteht nur noch als Marke des Palfinger-Konzerns.

## Geschichte

### Vorgeschichte

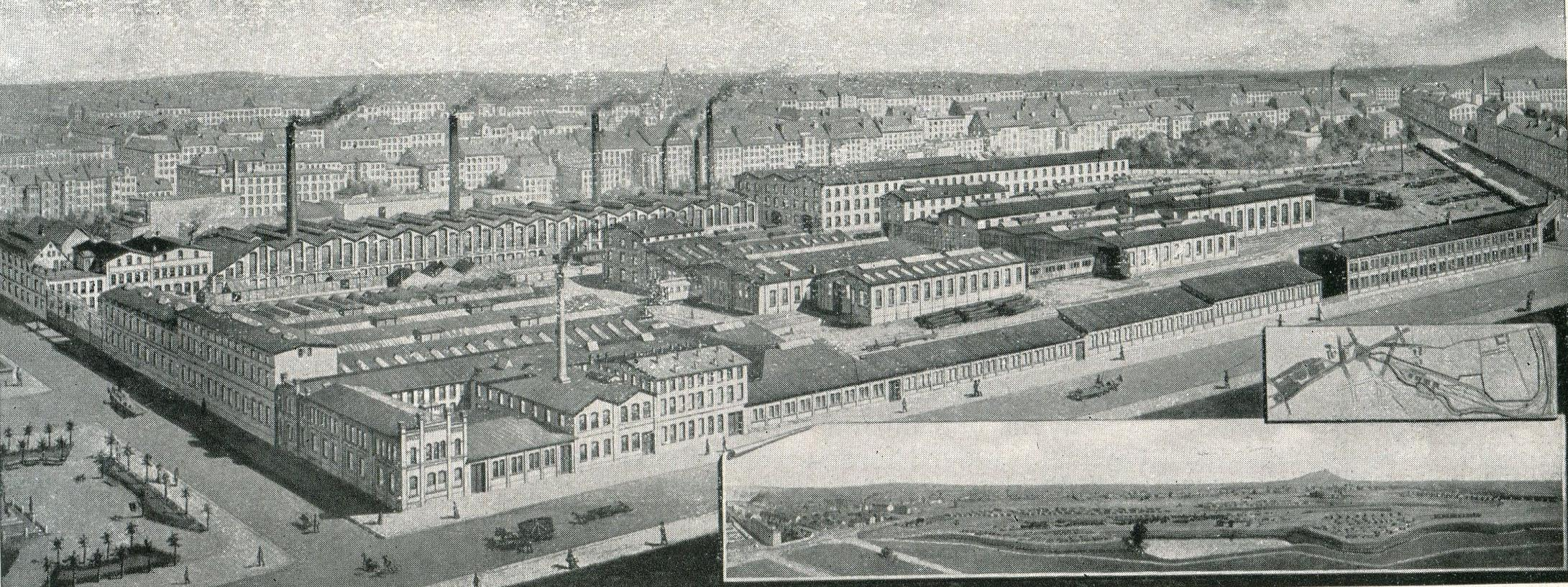
Blick auf den Görlitzer Waggonbau, Werk I um 1900

Am 6. Januar 1921 entstand die Waggon- und Maschinenbau AG Görlitz (WUMAG) aus der Fusion der Görlitzer Maschinenbau-Anstalt und Eisengießerei, der AG für Fabrikation von Eisenbahnmaterial und der Cottbuser Maschinenbau-Anstalt und Eisengießerei AG. Neben Eisenbahnfahrzeugen wurden u. a. auch Dampfkessel und Turbinen für U-Boote produziert. Das Unternehmen wurde nach dem Zweiten Weltkrieg im Bereich der DDR weitergeführt.

### Ab 1945
Der Generaldirektor der WUMAG, Conrad Geerling, gründete nach dem Krieg in Hamburg eine neue Wumag, zunächst als Reparaturbetrieb für WUMAG-Schiffsdieselmotoren. Der Schwerpunkt des Unternehmens lag später auf dem Maschinenbau. Die WUMAG Hamburg wuchs mit Aktivitäten in Maschinenbau und Herstellung von Eisenbahnwaggons und -fahrzeugen stetig. In mehreren Werken arbeiteten bald 2000 Menschen.
Anfang der 1950er Jahre geriet die WUMAG Hamburg in wirtschaftliche Schwierigkeiten. Das Eigenkapital erwies sich als zu gering, die Preise als zu niedrig und das Unternehmen übernahm Aufträge, denen es nicht gewachsen war. Um die Arbeitsplätze zu erhalten, griff 1951 die Stadt Hamburg finanziell ein. Ende 1952 musste Hamburg erneut mit 17 Millionen DM helfen, um eine Zahlungsunfähigkeit abzuwenden. 1953 wurde Konkurs angemeldet. Im Zuge des Konkurses übernahm Oskar R. Henschel das Unternehmen und nannte es in Henschel Maschinenbau um. Durch Henschel wurden die Produktionsbereiche Dieselmotoren mit hoher Leistung (z. B. Schiffsdiesel), Dampfturbinen und Plantagenmaschinen weitergeführt, wobei für Henschel vor allem die Schiffsmotoren interessant waren. Auf Grund von Millionenverlusten musste das Unternehmen einige Jahre später an Thyssen verkauft werden, wo es in Thyssen Henschel umbenannt wurde. Mit der Ausgliederung des Kasseler Standortes (der Hamburger Standort existiert nicht mehr) wurde 2004 die Henschel Antriebstechnik GmbH gegründet, die sich 2006 durch einen Management-Buy-out von ThyssenKrupp löste.

#### Tochtergesellschaft
1946 trafen sich Conrad Geerling und Ernst Schroeder, Generaldirektor der DUEWAG, woraufhin eine Niederlassung in Krefeld unter Führung von Dipl.-Ing. Günther Schroeder entstand. Diese wurde 1948 als Tochterunternehmen ausgegründet und überstand den Konkurs der Muttergesellschaft.